# Pearls Negras
Pearls Negras é uma girl group brasileiro  de rap e hip hop e formada em 2009 por três meninas,  Alice Coelho, Jennifer Loiola, Mariana Alves. Após o produtor britânico David Alexander ver o talento musical das garotas em um show no Rio de Janeiro, assinaram com a gravadora inglesa Bolabo Records. O primeiro mixtape da banda foi lançado no dia 10 de dezembro de 2013 na plataforma online SoundCloud com selo da gravadora, desde então já foram lançados três clipes.

## Carreira

### 2009-2013: Início eBiggie Apple
As garotas se conheceram na pré-adolescência nas oficinas de teatro da companhia Nós do Morro, no Vidigal, RJ. Alice Coelho e Mariana Alves ingressaram nas aulas juntas, foi a rapper e hoje empresária da banda Jackie Brown que ensinou a elas que o rap é compromisso, mudando a vida das meninas completamente, Jeckie as incentivou a levarem a música a sério e as nomeou como Pérolas Negras, no início a irmã de Alice, Andressa se juntou ao grupo mas decidiu sair tempos depois, Mari convidou Jennifer Loiola para cantar no grupo e assim formou-se o trio original, originalmente o grupo se chamava Pearls Negras mas para a facilitar a penetração no mercado internacional a palavra Pérola foi mesclada para o inglês assim a banda ficou oficialmente como Pearls Negras. As meninas foram descobertas durante uma apresentação no Sarau do Alemão, evento que aconteceu no Complexo do Alemão, no Rio de Janeiro. Em 2013, David Alexander da Bolabo Records viu o show das meninas e as procurou para conversarem, elas se apresentaram para os produtores da gravadora, que gostaram do trabalho.
Em dezembro de 2013, lançaram a mixtape "Biggie Apple" com sete faixas, as músicas foram produzidas por David Alexander, mas a autoria das músicas foram das próprias garotas.

### 2014–presente: Turnê internacional e clipes
No ano de 2014, a banda lançou três vídeo-clipes musicais, no dia 14 de Janeiro lançaram o primeiro clipe da música single Pensando em você com misturas de pop e hip-hop, o clipe atingiu 120 mil acessos em 20 dias no Youtube, novamente em maio lançaram o clipe da música Guerreira. Em agosto lançaram o terceiro clipe da carreira, Make It Last, a faixa ganha um visual cômico graças ao vídeo assinado pelo diretor Ian Pons Jewell. Com direito a um velório, imagens em VHS e, algumas coreografias da garota, o clipe é uma verdadeira viagem aos anos 1990, reflexo do visual, roupas e até efeitos utilizados na transição das cenas.
O grupo iniciou a primeira turnê internacional da carreira em Agosto em países da Europa, a girlband se apresentou por cidades da Inglaterra, França, Suécia e Portugal. Em setembro retornaram ao Brasil, no dia 29 de setembro fizeram a primeira participação em programa na televisão Brasileira, as meninas foram ao Encontro com Fátima Bernardes da Rede Globo.
A musica "Guerreira" foi a faixa numero 11 na compilação: "Pepsi Beats of the Beautiful Game"